# Bureau Europa
Bureau Europa, voorheen NAi Maastricht of NAiM / Bureau Europa, is een platform voor architectuur, stedenbouwkunde en vormgeving in de Nederlandse stad Maastricht.

## Geschiedenis
In 2006 besloot het  Nederlands Architectuurinstituut (NAi) in Rotterdam, de voorganger van Het Nieuwe Instituut, een dependance te openen in de Maastrichtse 'architectuurwijk' Céramique. De opening van het Nederlands Architectuurinstituut Maastricht (NAiM) vond plaats op 2 september door minister van Onderwijs, Cultuur en Wetenschappen Maria van der Hoeven. Het instituut was gevestigd in een deel van de Wiebengahal uit 1912, een monument van het nieuwe bouwen. Het gebouw werd gedeeld met onder andere de Stichting Restauratie Atelier Limburg (SRAL). Door de ligging direct naast Aldo Rossi's Bonnefantenmuseum uit 1995 en vlak bij Jo Coenens Centre Céramique uit 1999, ontstond hier een klein 'museumkwartier'. Een van de leidende figuren uit de beginperiode was Guus Beumer, die vanaf 2005 directeur was van het Maastrichtse centrum voor hedendaagse kunst Marres. In 2013 stapte hij over naar het toen gevormde Nieuwe Instituut in Rotterdam.
In april 2009 werd NAi Maastricht verzelfstandigd tot NAiM / Bureau Europa; vanaf 2013 voerde het nog slechts de naam Bureau Europa. In hetzelfde jaar verhuisde het instituut naar de Timmerfabriek in het Sphinxkwartier, waar het de beschikking kreeg over de voormalige directiekantoren en de toonzaal van de glas-, kristal- en aardewerkfabriek De Sphinx. In 2018 sloot het bureau enkele maanden zijn deuren in verband met een grote renovatie van het gebouw. Vanaf 2020 beschikt Bureau Europa over enkele etalages op de hoek Boschstraat-Bassin, die om het kwartaal gevuld worden met presentaties gekoppeld aan lopende exposities, actuele onderwerpen of de geschiedenis van de buurt, of met werk van culturele ondernemers in Maastricht.

## Missie
Bureau Europa bevordert vanuit een maatschappelijk perspectief kennisproductie en talentontwikkeling binnen het culturele domein. Deze doelstellingen krijgen vorm in culturele projecten binnen het instituut en in de openbare ruimte. Bureau Europa richt zich primair op de gedeelde sociale agenda van Europa en de Euregio Maas-Rijn. 
Als presentatieplatform en netwerkorganisatie presenteert Bureau Europa tentoonstellingen, lezingen, workshops, rondleidingen door de stad en andere discursieve activiteiten op het gebied van architectuur, stedenbouw en vormgeving. Met haar programma ambieert Bureau Europa de analyse van de ontworpen omgeving te activeren en uit te breiden door middel van samenwerkingsverbanden en projecten die nieuwe verhalen vertellen over onze steden, het ontwerp en de omgeving. 

## Projecten
Grotere projecten en tentoonstellingen uit de periode 2006-2021 (tot en met april 2013 in de Wiebengahal) waren:
- 2006-2007: New Faces in European Architecture
- 2007-2008: P.J.H. Cuypers: architectuur met een missie
- 2008: Dom Hans van der Laan: het menselijk verblijf
- 2008: THUIS / Christoph Seyferth
- 2008: State Alpha: on the Architecture of Sleep
- 2008-2009: Changing ideals - Re-thinking the house
- 2009: NL = Nieuwe Luxe
- 2009-2010: Rien ne va Plus (Architectuur in tijden van crisis)
- 2010: Antibodies: de werken van Fernando & Humberto Campana 1989 – 2009
- 2010: Clip/Stamp/Fold: The Radical Architecture of Little Magazines 196X–197X
- 2010-2011: Panels. An inquiry into the spatial, the sonic and the public (Paul Devens)
- 2010-2011: Club Céramique (over de wijk Céramique)
- 2011: RE-Action! Sustainability through Social Innovation
- 2011-2012: Gedeelde Grond: de potentie van leegstand
- 2011-2012: Alison & Peter Smithson: The Art of Inhabitation
- 2012: ZOO, or the letter Z, just after Zionism (Malkit Shoshan)
- 2012-2015: Sphinxpark: tijdelijk park in het Sphinxkwartier
- 2012-2013: Playboy Architecture, 1953-1979
- 2013: Radicale Lokaliteit; actueel potentieel
- 2013: The Great Indoors Award 2013
- 2013: Black Transparency - The Right To Know In The Age Of Mass Surveillance (Metahaven)
- 2013-2014: Minecraft (in opdracht van Parkstad Limburg)
- 2014: Mansholt, Landschap in Perspectief
- 2014: COMING SOON: Real Imaginary Futures
- 2014: Was getekend, Jo Coenen
- 2014-2015: CEDRIC PRICE: The Dynamics of Time
- 2015-2016: Design by Choice: de oorsprong van massaproductie op maat in Europa
- 2016: THE NEXT BIG THING IS NOT A THING
- 2016: Bronsgroen Eikenhout - van landschap tot achtertuin
- 2016-2017: Maasparadox: culturele veerkracht in tijden van klimaatverandering
- 2017: Intensive Care, Architectuur en Design in de Zorg
- 2017: Maastricht, Stenen Stad
- 2017 The Materiality of the Invisible (archeologie en hedendaagse kunst; in samenwerking met Van Eyck en Marres)
- 2017-2018: Ondernemende Ontwerpers - De renaissance van de maakcultuur in Maastricht
- 2017-2018: Unvollendete. Nooit gebouwd Maastricht
- 2018: The Third Space - Space and Spatiality in the works of Krisztina de Châtel (n samenwerking met Nederlandse Dansdagen)
- 2018-2019: Stucco Storico (stucwerkers)
- 2019: Digitaal Dilemma - De Architectuur van Vertrouwen
- 2019: Publieke Geheimen. Een Architectuur van de Limburgse Beeldcultuur
- 2019: New Fashion Narratives (in samenwerking met Fashionclash)
- 2019-2020: Landschap als Cult. Een andere kijk op onze natuur
- 2020: Jo Coenen. 40 jaar werken in Europa
- 2021: Love in a Mist. De Architectuur van Vruchtbaarheid
- 2021: Macht, Wellust en Zink. Het industriële landschap en de mythe van Moresnet
- 2021-2022: De Toonzaal en Het Album. Een winters tweeluik over Maastrichts keramiek en Petrus Regout
- 2022: Prepper Paradise (met gastcurator Ward Janssen)
- 2022: The Maker is Present (onderdeel van Prepper Paradise)
- 2022: Reis Bureau Europa. Reizen, verkennen, verwonderen
- 2022-2023: Bevroren Muziek. Over de vormgeving van ruimte en geluid
- 2023: Maastricht Maakt Muziek (onderdeel van Bevroren Muziek)
- 2023: Material Landscapes. Architectenbureau Werkstatt onderzoekt bio-based bouwmaterialen
- 2023: De Oase. Het Landschap, De Toekomst, Dossier Zuid Limburg
- 2023: Dromen voor Randwyck
- 2023-2024: In Vitro. De vele levens van glas
- 2024: The Grand Tour. Reis door Europa met wisselende vormen van schoonheid, kennis en verhalen.

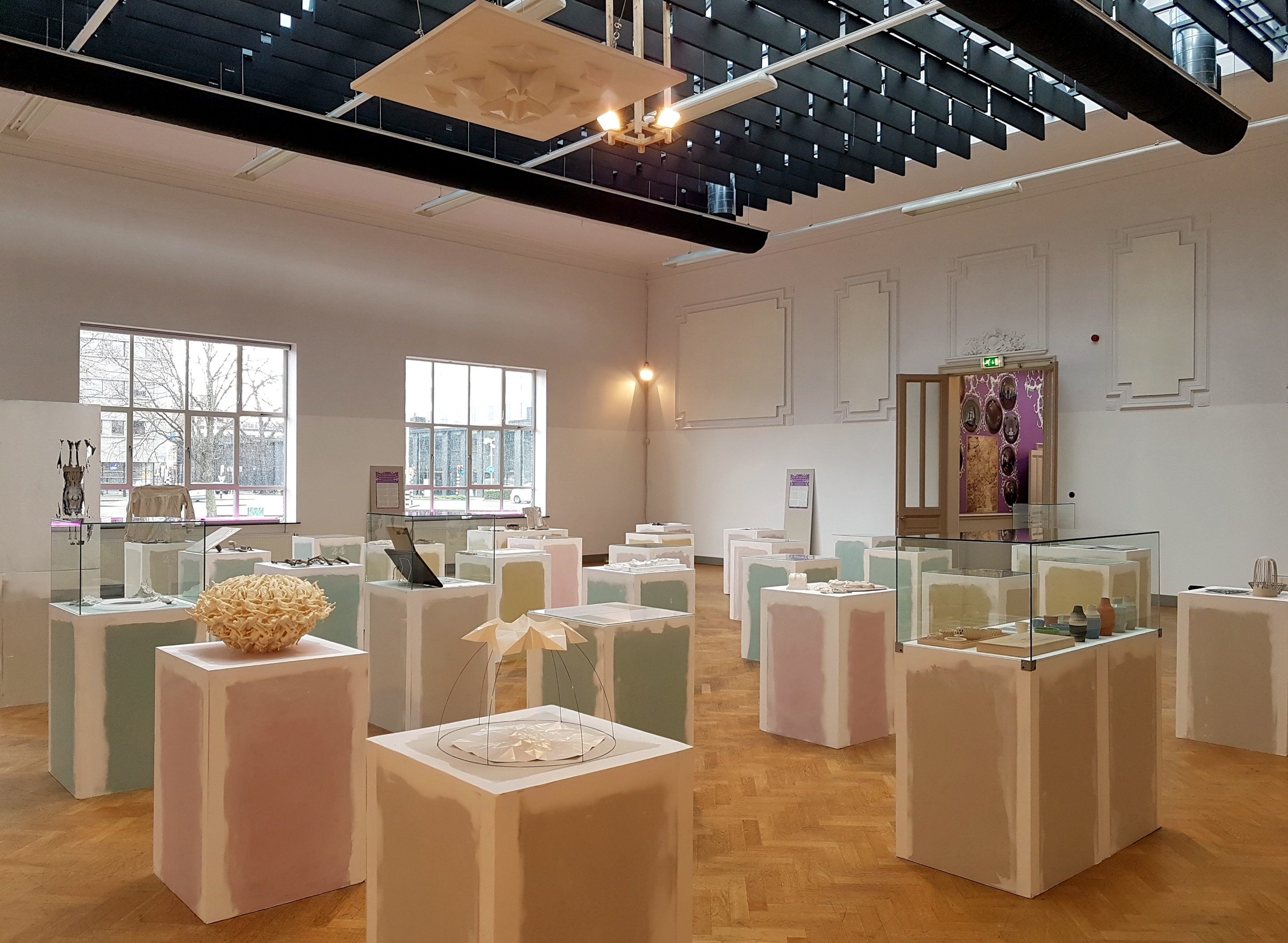
Stucco Storico (2019)
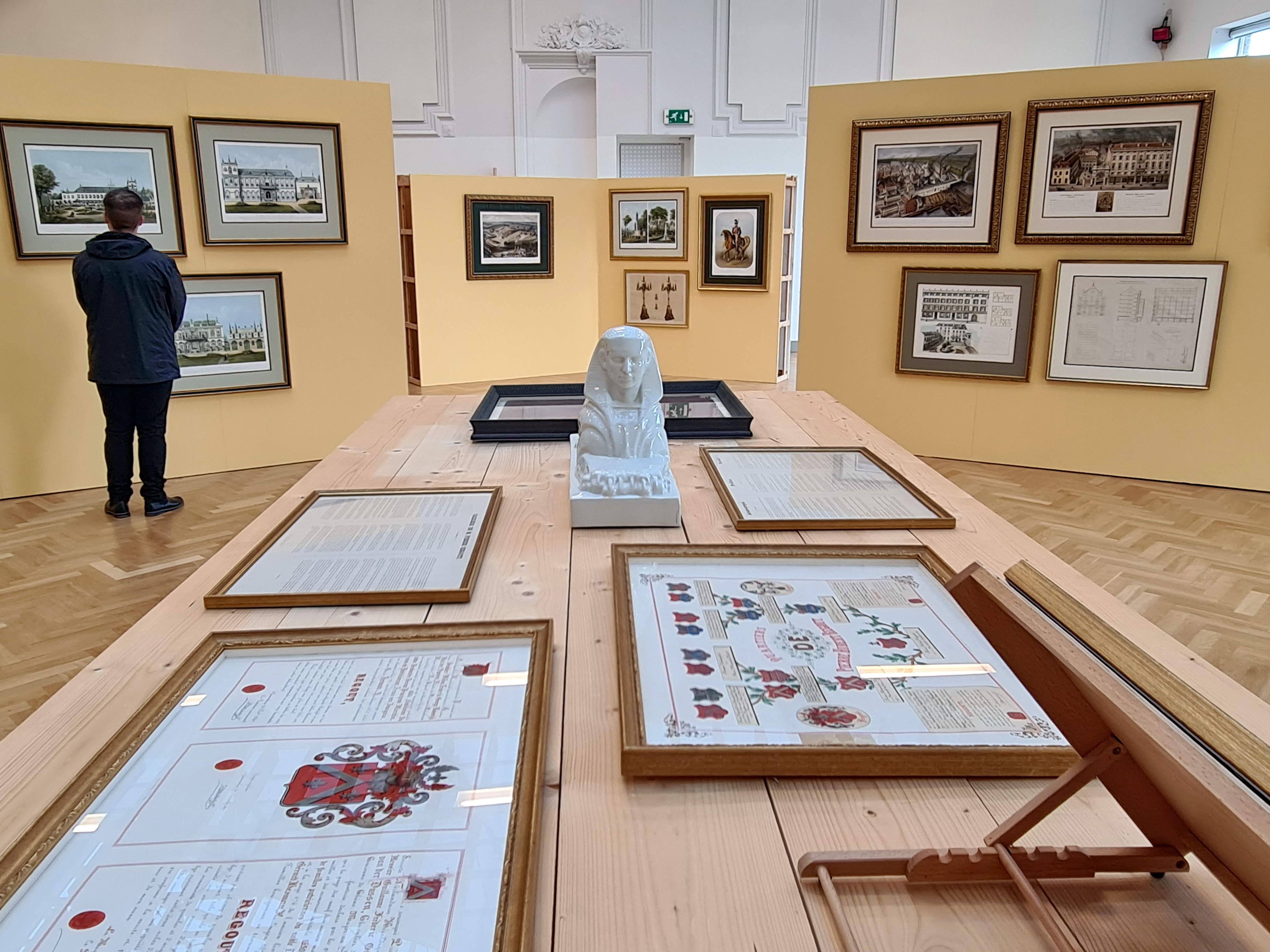
De Toonzaal en Het Album (2021)
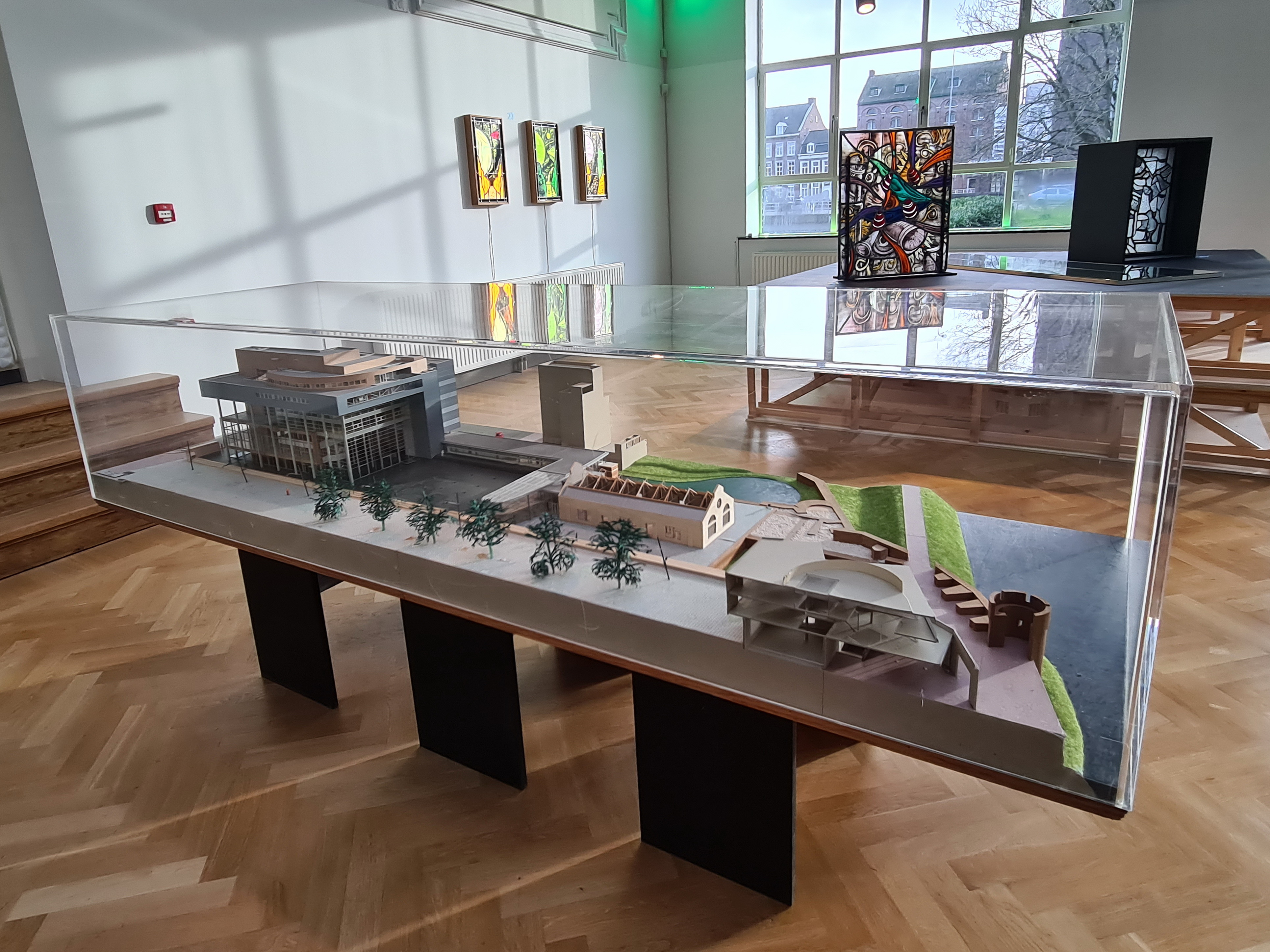
In Vitro (2024)